# 罗岭镇
罗岭镇，是中华人民共和国安徽省安庆市宜秀区下辖的一个乡镇级行政单位。

## 行政区划
罗岭镇下辖以下地区：
罗岭社区、姥山社区、凤溪社区、林春村、黄梅村、花园村、妙山村和小龙山村。

## 国家湿地公园
- 菜子湖国家湿地公园